# D915 (Val-d'Oise)
De D915 is een departementale weg in het Franse departement Val-d'Oise, ten noordwesten van Parijs. De weg loopt van Pontoise via Marines naar de grens met Oise. In Oise loopt de weg als D915 verder naar Gisors en Dieppe.

## Geschiedenis
Oorspronkelijk was de D915 onderdeel van de N15. In 1973 werd de weg overgedragen aan het departement Val-d'Oise, omdat de weg geen belang meer had voor het doorgaande verkeer. De weg is toen omgenummerd tot D915.